# بطولة أوروبا لكرة الماء للسيدات 2014
بطولة أوروبا لكرة الماء للسيدات 2014 كان الموسم الـ 15 من بطولة أوروبا لكرة الماء للسيدات، وجرت المنافسات في بودابست المجر، ونظمت من قبل الاتحاد الأوروبي للسباحة.

## النتائج
| م       | المنتخب         |
| ------- | --------------- |
| ذهبية   | إسبانيا         |
| فضية    | هولندا          |
| برونزية | المجر           |
| الرابع  | إيطاليا         |
| الخامس  | روسيا           |
| السادس  | اليونان         |
| السابع  | فرنسا           |
| الثامن  | المملكة المتحدة |
| التاسع  |                 |
| العاشر  |                 |